# Farès Laouni
Farès Laouni (arabe : فارس العوني) est un footballeur international algérien né le 9 août 1978 à Tlemcen. Il évoluait au poste d'attaquant. Certaines sources indiquent toutefois une date de naissance en 1977.

## Biographie
Farès Laouni reçoit une seule et unique sélection en équipe d'Algérie. Il s'agit d'une rencontre disputée face à la Namibie, le 30 juin 2001. Laouni inscrit un but à cette occasion. Ce match gagné sur le large score de 0-4 rentre dans le cadre des éliminatoires du mondial 2002.
En club, il évolue principalement en faveur du WA Tlemcen. Il inscrit, avec cette équipe, neuf buts en première division algérienne lors de la saison 1999-2000.
Il remporte, au cours de sa carrière, deux Coupes d'Algérie.

## Palmarès
- Vainqueur de la Coupe d'Algérie en 1998 avec le WA Tlemcen et en 2001 avec l'USM Alger
- Finaliste de la Coupe d'Algérie en 2000 avec le WA Tlemcen
- Finaliste de la Coupe de la Ligue d'Algérie en 1999 avec le WA Tlemcen
- Vainqueur de la Coupe des clubs champions arabes en 1998 avec le WA Tlemcen